# Ortygospiza
Ortygospiza är ett fågelsläkte i familjen astrilder inom ordningen tättingar: Släktet omfattar en till tre arter som förekommer i Afrika söder om Sahara:
- Vaktelastrild (O. atricollis)
  - O. a. gabonensis – urskiljs ibland som egen art[2]
  - O. a. fuscocrissa – urskiljs ibland som egen art[2]